# 獸名數目
獸名數目是一個記載於《聖經》的《啟示錄》（思高本譯為《默示錄》）的特別數目，與「獸名印記」有關。最廣為人知的獸名數目是數字666。

## 圣经译文
|                                                               | 所罗门每年所得的金子，共有六百六十六他连得。 |
| ——《列王纪上》第10章第14节＝《历代志下》第9章第13节（和合本） |                                              |

|                                     | 亚多尼干的子孙六百六十六名。 |
| ——《以斯拉记》第2章第13节（和合本） |                              |

|                                       | 我又看見另有一個獸從海中上來．有兩角如同羊羔、說話好像龍。他在頭一個獸面前、施行頭一個獸所有的權柄．並且叫地和住在地上的人、拜那死傷醫好的頭一個獸。又行大奇事、甚至在人面前、叫火從天降在地上。他因賜給他權柄在獸面前能行奇事、就迷惑住在地上的人、說、要給那受刀傷還活著的獸作個像。又有權柄賜給他叫獸像有生氣、並且能說話、又叫所有不拜獸像的人都被殺害。他又叫眾人、無論大小貧富、自主的為奴的、都在右手上、或是在額上、受一個印記。除了那受印記、有了獸名、或有獸名數目的、都不得作買賣。在這裡有智慧。凡有聰明的、可以算計獸的數目．因為這是人的數目、他的數目是六百六十六。 |
| ——《启示录》第13章第11-18节（和合本） | |

|                                           | 以後我看見另一隻獸由海中上來，牠有兩隻相似羔羊的角，說話卻相似龍。牠在那前一隻獸面前，施行前一隻獸所有的一切權柄，使大地和居住在地上的人，朝拜前一隻獸，就是那隻受過致死的傷而被治好的獸。牠又行大奇蹟，甚至在眾人面前使火從天降到地上。牠因著在那獸面前所行的那些奇蹟，迷惑了地上的居民，便勸告地上的居民，給那受過刀傷而還活著的獸，立一個像。牠又得了能力，把生氣賦給那獸像，甚至叫那獸像說話，並使那些凡不朝拜獸像的人死亡。牠給所有的人，無論大小貧富，自主的和為奴的，都在他們的右手上，或在他們的額上，打了一個印號；如此，除非有這印號的，就是有那獸的名字或牠名字的數字的，誰也不能買，誰也不能賣。在這裏應有智慧：凡有明悟的，就讓他計算一下那獸的數字，因為是人的數字，牠的數字是六百六十六。 |
| ——《若望默示錄》第13章第11-18节（思高本） | |

註：《聖經》原文上寫的不是“六六六”，而是“六百六十六”。

## 啟示錄中的“智慧”
啟示錄提到，“在這裡有智慧。凡有聰明的、可以算計獸的數目”。“智慧”一詞含義寬廣，因此有必要了解這一詞語在啟示錄語境中的含義。
|                          | 天使又對我說、你所看見那淫婦坐的眾水、就是多民多人多國多方。 |
| ——《啟示錄》第17章第15节 |                                                              |

|                         | 我被聖靈感動、天使帶我到曠野去、我就看見一個女人騎在朱紅色的獸上。那獸有七頭十角、遍體有褻瀆的名號。 |
| ——《啟示錄》第17章第3节 | |

|                         | 智慧的心在此可以思想。那七頭就是女人所坐的七座山。 |
| ——《啟示錄》第17章第9节 |                                                    |

|                          | 你所看見的那十角、就是十王。他們還沒有得國。但他們一時之間、要和獸同得權柄與王一樣。 |
| ——《啟示錄》第17章第12节 |                                                                                      |

對於啟示錄中的“智慧”，其中一種解釋認為它是指人身體上的“七座山”和“十王”（參見：“坐的眾水”——“人”；“騎在朱紅色的獸”——“七座山”和“十王”）；而“七座山”就是眼耳鼻口（總數為七，和“山”相似之處在於接近天）；“十王”就是雙手（總數為十，並且“還沒有得國”）。所以666代表的是獸降臨於人身體的閉口和指尖，閉口時眼耳鼻口（總數為七）合計打開的只有六個，指尖為手的第六節（左右兩只手，手臂兩節，掌心一節，手指三節，指尖為第六節）。鍵盤的“人的數目”等於666。

## 其他獸名數目
其實在早期，不同版本的啟示錄對獸名數目的看法是有分歧的，除了本來被公認為是最古老和原始的666以外，還有616 的記載。在2005年，考古學家在尼羅河附近發現了一些莎草紙殘片，其中有至今發現最古老的啟示錄抄本，上面記載的獸名數目是616，是該數目現有的最早記錄。

## 解釋
- 對於獸名數目，其中一種解釋認為它是隱藏着反基督名字的密碼。最廣為人知的解碼方法是A=100、B=101，如此類推。希特勒的姓"HITLER"加起來就等於666，但條件嚴格：要從100開始、不可包括名字、要用特定的語言（用西班牙語的結果是668）。有人（恩格斯《论原始基督教的历史》）認為666代表用希伯來字母寫的「尼禄 凱撒」（נרון קסר，Nrwn Qsr），（希伯來文從右到左書寫）即666=200(r)+60(S)+100(q)+50(n)+6(w)+200(r)+50(n)。另外，六百六十六在羅馬數字中是DCLXVI，有人提出這是Domitianus Caesar Legatos Xti Violenter Interfecit的首字母縮略詞，意思是「殘殺基督使者的皇帝图密善」。
- 曾有人把某人的名字或頭銜與666拉上關係從而“證明”他就是反基督者。其中之一是教宗，因為用羅馬數字取代教宗的正式頭銜“Vicarius Filii Dei”（即天主聖子在世代表）的字母，就得出數字666[3]。但在天主教百科全書則否認這一詞是教宗的正式稱呼。
- 部分基督教的末世學說指出，啟示錄預言反基督（或聖經所載的敵基督）會在“大患難”（Tribulation）期間利用獸名印記控制世界。字面上說的是在皮膚上寫上數字666，隨着科技發展，一些基督徒認為印記可能是指植入體內的晶片等等[4][5][6][7][8]。
- 李昌鈺博士認為兽之印記就是商品條碼，因為在商品條碼中代表“6”的數字無論從左至右或從右至左的表示方法都一樣，所以被用作兩組條碼之間的分隔線。有人因此而認為這些條碼都含有“666”這個獸記[9]， 甚至“推斷”未來的人不再需要身份證，而是把條碼印在額頭上。
- 根據《聖經》，有人推論“666”其實代表人類。6被認為是“缺陷數字”，因為6差1才是7，而7被理解為“完滿數字”：七火舌(seven tongues of flame)、七屬靈的恩賜(seven spiritual gifts)、一星期有七日等等。所以三個6象徵極度的缺陷（三是“三位一體”的數目）。因此，666代表充滿缺陷的人，777則代表上帝（即神）。

## 文化
在西方國家裡，數字666有特殊的含意。就如很多人千方百計避開不祥數字「13」一樣（很多時候大樓的第13層改叫12A，或者索性不設13樓），一些迷信的人會盡量避開這「魔鬼數字」。
詳見：666恐惧症。

## 參閱
- 555、666、777
- 圣经：以西结书、但以理书、橄榄山讲论、启示录
- 基督教末世论：敌基督等兽、假先知、巴比倫大淫婦
- 预言：教皇预言、诺查丹玛斯、法蒂玛的三个秘密

## 外部連結
- 星期日律法即將實施！“獸的印記”非一實物！ （页面存档备份，存于）